# Юлія Швайґер (біатлоністка)
Юлія Швайґер (21 січня 1996 , Целль-ам-Зее, Зальцбург ) — австрійська біатлоністка. Чемпіонка світу серед юніорів 2014 року в індивідуальних перегонах, дворазова срібна призерка чемпіонату світу серед юніорів 2015 року.

## Кар'єра
2013 року взяла участь у чемпіонаті світу серед юніорів в Обертілліяху, де посіла 30-те місце в спринті та 40-ве в перегонах переслідування.
На чемпіонаті світу серед юніорів у Преск-Айлі стала чемпіонкою світу в індивідуальних перегонах, а разом із товаришками по збірній здобула бронзову медаль в естафеті.
2015 року на чемпіонаті світу серед юніорів у Мінську здобула дві срібні медалі: у спринті та перегонах переслідування. Два тижні по тому дебютувала на дорослих змаганнях — на чемпіонаті світу в Контіолахті. У перших перегонах (спринті) в рамках Кубка світу посіла 95-те місце.

## Результати за кар'єру
Усі результати наведено за даними Міжнародного союзу біатлоністів.

### Чемпіонати світу
| Змагання                  | Інд. перегони | Спринт | Перегони пер. | Мас-старт | Естафета | Змішана ес. | Од. змішана ес. |
| ------------------------- | ------------- | ------ | ------------- | --------- | -------- | ----------- | --------------- |
| Контіолахті 2015          | 54            | 94     | —             | —         | —        | —           | Не пров.        |
| Голменколлен 2016         | 50            | —      | —             | —         | 12       | —           | Не пров.        |
| Гохфільцен 2017           | —             | —      | —             | —         | Диск.    | —           | Не пров.        |
| Естерсунд 2019            | 57            | 55     | 47            | —         | 16       | —           | —               |
| Антгольц-Антерсельва 2020 | 54            | —      | —             | —         | 12       | —           | —               |
| Поклюка 2021              | 10            | 63     | —             | —         | 7        | —           | —               |

### Кубки світу
- Найвище місце в загальному заліку: 32-те 2021 року.
- Найвище місце в окремих перегонах: 9-те.

#### Підсумкові місця в Кубку світу за роками
| Сезон     | Інд. перегони | Інд. перегони | Спринт | Спринт | Перегони пер. | Перегони пер. | Мас-старт | Мас-старт | Заг. залік | Заг. залік |
| Сезон     | Бали          | Місце         | Бали   | Місце  | Бали          | Місце         | Бали      | Місце     | Бали       | Місце      |
| --------- | ------------- | ------------- | ------ | ------ | ------------- | ------------- | --------- | --------- | ---------- | ---------- |
| 2014-2015 | -             |               | -      |        |               |               |           |           | -          | nc         |
| 2015-2016 | -             |               | -      |        |               |               |           |           | -          | nc         |
| 2016-2017 | 14            | 53            | 27     | 62     | 13            | 70            |           |           | 54         | 65         |
| 2017-2018 | -             |               | 8      | 80     | 15            | 63            |           |           | 23         | 75         |
| 2018-2019 | 48            | 20            | 18     | 72     | 29            | 57            |           |           | 95         | 55         |
| 2019-2020 | 43            | 26            | -      |        | 10            | 62            |           |           | 53         | 62         |
| 2020-2021 | 55            | 16            | 103    | 30     | 76            | 34            | 8         | 48        | 246        | 32         |

### Чемпіонати Європи
| Змагання     | Інд. перегони | Спринт | Перегони пер. | Мас-старт | Змішана ес. | Од. змішана ес. |
| ------------ | ------------- | ------ | ------------- | --------- | ----------- | --------------- |
| Тюмень 2016  | Не пров.      | 31     | 42            | —         | 7           | —               |
| Риднаун 2018 | 44            | 12     | 35            | Не пров.  | 10          | —               |